# Steve Beuerlein
(en) Statistiques sur pro-football-reference
Stephen Taylor Beuerlein (né le 7 mars 1965 à Hollywood) est un joueur américain de football américain et actuel consultant sportif pour la chaîne de télévision CBS Sports.

## Lycée
Beuerlein étudie à la California's Servite High School de Anaheim. Jouant pour l'équipe de football américain de l'école, il remporte la finale du championnat de Californie en 1982. En 1982, lors du match perdu contre la Archbishop Moeller High School 27-15, l'entraineur de l'université de Notre-Dame Gerry Faust observe le match et remarque le quarterback de l'équipe californienne qui n'est d'autre que Beuerlein.

## Carrière

### Université
Il entre à l'université de Notre Dame. En 1986 contre les Crimson Tide de l'Alabama, le linebacker Cornelius Bennett (qui sera joueur professionnel) plaque Beuerlein (sack), faisant perdre connaissance au quarterback. Ce fait de jeu est un des plus célèbres de l'histoire du football universitaire. Le peintre Daniel Moore s'inspire de cet événement pour peindre un tableau nommé The Sack.

### Professionnel
Steve Beuerlein est sélectionné au quatrième tour du draft de la NFL de 1987 par les Raiders de Los Angeles au 110e choix. Il ne joue aucun match de la saison 1987 du fait d'une grave blessure lors des matchs de pré-saison, qui l'écarte des terrains. Il fait ses débuts la saison suivante aux côtés de Jay Schroeder, se partageant avec lui le poste de titulaire pendant deux saisons. Il fait deux saisons moyenne avant de faire une saison vierge en 1990.
En 1991, il est échangé aux Cowboys de Dallas pour parrer la blessure de Troy Aikman. Son premier match en tant que titulaire se conclut par une victoire contre les Bears de Chicago, parcourant 180 yards à la passe et donnant une passe pour touchdown. Lors de ces deux saisons, il joue ses seuls matchs de play-offs de sa carrière et remporte le Super Bowl XXVII avec la franchise de Dallas.
En 1993, Beuerlein arrive chez les Cardinals de Phoenix où il est désigné titulaire, succédant à Chris Chandler. Cette saison 1993 est la première saison de sa carrière où il dépasse la barre des trois mille yards en une saison. En 1994, la franchise des Cardinals changent de siège mais pas de quarterback. Steve joue neuf matchs dont sept comme titulaire avant d'être remplacé par Jim McMahon.
Il est en 1995, le premier sélectionné dans le draft supplémentaire de la NFL par les Jaguars de Jacksonville. Il est le quarterback titulaire lors du premier match de l'histoire des Jaguars en NFL mais les Jaguars perdent cinq de leurs six premiers matchs et Beuerlein est remplacé par Mark Brunell.
Il est transféré chez les Panthers de la Caroline qui le font signer un contrat de cinq ans. Lors de ses deux premières saisons chez les Panthers, il est titulaire à quelques matchs mais reste bien souvent remplaçant de Kerry Collins. En 1998, il est nommé titulaire et obtient 68 % de réussite à la passe (meilleur score de la NFL pour la saison). Malgré une mauvaise saison des Panthers, Steve reste à son poste de titulaire et fait la meilleure saison de sa carrière en 1999 en réussissant 343 passes (meilleur score pour la saison 1999) sur 571 pour 4436 yards (meilleur score de la saison 1999) dans une saison où la Caroline termine avec 8-8. Il est sélectionné logiquement pour le Pro Bowl, le seul de sa carrière. La saison 2000 le voit faire une autre bonne saison mais bien inférieure à celle de 1999.
Après la saison 2000, Beuerlein ne joue aucun match de la saison 2001. Il revient en 2002 sous le maillot des Broncos de Denver, troquant son numéro 7 qu'il portait toujours depuis ses débuts contre le numéro 11. Il joue douze matchs dont cinq comme titulaire en deux saisons avec les Broncos, terminant sa carrière comme remplaçant. En 2004, il signe un contrat d'un an avec les Panthers mais n'apparaît à aucun match. Beuerlein justifia son choix de revenir chez son ancienne équipe de vouloir terminer sa carrière avec les Panthers de la Caroline.

## Après le football
En 2003, Steve est partenaire avec la société Wilkins Fitness Enterprises en Caroline du Nord, le plus grand distributeur d'équipement et accessoires pour la fitness de Caroline.
En 2004, il rejoint la chaîne CBS Sports comme consultant pour The NFL on CBS, commentant les matchs diffusés sur cette même chaîne.